# Előjáték az Alapítványhoz
Az Előjáték az Alapítványhoz Isaac Asimov 1993-as regénye, amit eredetileg sci-fi magazinokban adtak ki fejezetenként.

## Történet
|  | Alább a cselekmény részletei következnek! |

A könyv az előző történethez hasonlóan Hari Seldon életét mutatja be.
A cselekmény a Trantoron kezdődik 8 évvel Az Alapítvány előtt története után, azt festi le, hogyan alkalmazta Seldon gyakorlatban a pszichohistóriát.
Seldon a trantori Streeling egyetem professzorává (Eto Demerzel támogatásával) majd Eto Demerzel rejtélyes eltűnése után I. Cleon első miniszterévé válik, de a megválasztása után 10 évvel (I. Cleon meggyilkolásakor) lemond a megbízatásról.
Seldon fokozatosan elveszti mindazokat, akik közel állnak hozzá: a feleségét (Dorsot) megölik, miközben megóvja férjét egy merénylőtől; fiát Raychot megölik Santannin, egy lázadásban; a menye és második unokája eltűnnek az űrben, és soha nem találják meg őket; barátja Yugo Amaryl korán meghal a túlzásba vitt munka miatt. Végül Wandát kivéve Seldon egyedül marad.
Ebből a könyvből derül ki az is, hogyan fedezte fel Seldon unokája, Wanda, és testőre, Stettin Palver mentalista (telepatikus) képességeit, majd az ő segítségükkel felkeresett további mentalistákból hogyan alkotta meg a Második Alapítványt.
A Galaktikus Birodalom hanyatlása a további fejezetek alatt gyorsul, ezért Seldon megalkot egy tervet, melynek a kimenetelét a következő történetek mesélik el.
|  | Itt a vége a cselekmény részletezésének! |

## Magyarul
- Az Alapítvány előtt; ford. Baranyi Gyula; Móra, Bp., 1991 (Galaktika Fantasztikus Könyvek)
- Előjáték az Alapítványhoz; ford. Németh Attila; Cédrus, Bp., 1993 (A sci-fi klasszikusai)
- Előjáték az Alapítványhoz. Isaac Asimov Alapítvány sorozatának 1. kötete; ford. Sámi László; Gabo, Bp., 2022